# 天潢玉牒
天潢玉牒，明朝皇族世系书。
成书于明成祖永乐年间，不著撰人，一说解缙撰。共一卷，记述明太祖历代世系，包括明太祖出身寒微、起兵、登极后之事和他即位前后宫廷和宗室各方面的情况。以编年体例，将皇后、太子、诸王的谥号、封爵列出。反映了明代初期皇族世系和宫廷皇后、妃嫔、嫡出、庶出等情况。此书记载懿文太子为诸妃所生。《四库全书》将其收入别史类存目。《金声玉振集·皇览》和《纪录汇编》将其辑入后，《丛书集成初编》、《景印之明善本丛书十种》等丛书以及《胜朝遗事》也将其收录。